# 皱叶鼠李
皱叶鼠李（学名：Rhamnus rugulosa），为鼠李科鼠李属下的一个植物种。